# Natale Paganelli
Natale Paganelli SX (Grignano di Brembate, Itália, 24 de dezembro de 1956) é um religioso italiano, bispo católico romano e administrador apostólico de Makeni, Serra Leoa.
Natale Paganelli ingressou na congregação dos Missionários Xaverianos e recebeu o Sacramento da Ordem no dia 25 de dezembro de 1980 em Parma.
Em 18 de julho de 2015, o Papa Francisco o nomeou Bispo Titular de Gadiaufala e Administrador Apostólico de Makeni. O núncio apostólico em Serra Leoa, o arcebispo Mirosław Adamczyk, concedeu-lhe a consagração episcopal em 31 de outubro do mesmo ano. Os co-consagradores foram o Bispo de Kenema, Patrick Daniel Koroma, e o Bispo Emérito de Makeni, George Biguzzi SX.